# Amnésia dissociativa

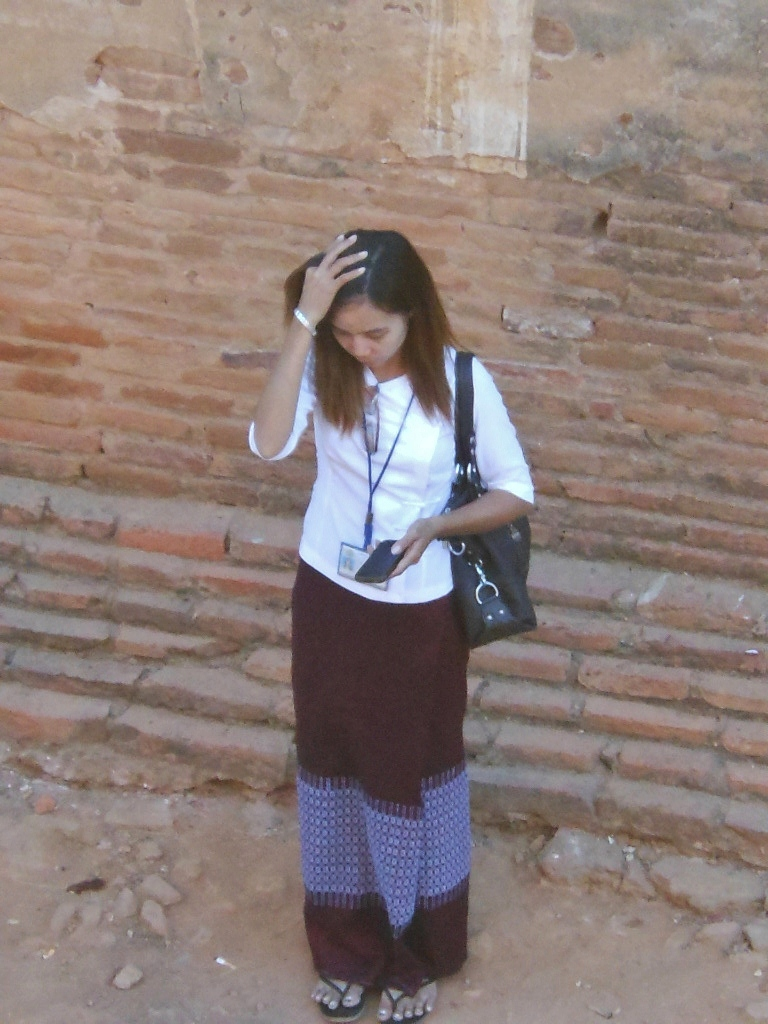
Geralmente está associado a longos períodos de estresse.

Amnésia dissociativa ou amnésia psicogênica é um transtorno dissociativo no qual ocorre repressão de memórias importantes. Essa perda da memórias, geralmente é relativa a acontecimentos importantes recentes e não ocorre por causa de transtorno mental orgânico como degeneração cerebral ou AVC nem por causada por inibidores do sistema nervoso central como álcool. A amnésia diz respeito habitualmente aos eventos traumáticos, tais como acidentes ou lutos imprevistos, e é mais frequente que seja parcial e seletiva.

## Causas
Os eventos esquecidos mais comuns desse modo são experiências de guerra, períodos de luto, presenciar mortes, acidentes graves, abusos sexuais, desastres naturais, períodos em cativeiro e sequestros sendo fortemente associado a transtorno de estresse pós-traumático.
Antes hipoteticamente considerada na psicanálise como produto da repressão, um mecanismo neurológico conhecido atualmente que foi sugerido para explicá-la é o de memória dependente de estado, por codificação e recordação dependente do estado emocional traumático.

## Sinais e sintomas
Esse esquecimento deve ser importante o suficiente para não ser considerado mero esquecimento ou cansaço. Não se deve fazer este diagnóstico na presença de um transtorno cerebral orgânico do cérebro, de uma intoxicação, ou de uma fadiga extrema.
A pessoa pode esquecer alguns dias, meses ou até anos. Alternativamente ela pode esquecer informações pessoais como nome, idade, telefone, endereço, cidade natal, nome de parentes, períodos de anos ou eventos importantes. Caso a pessoa esqueça a maior parte da identidade pessoal ou tudo de uma vez passa a ser diagnosticada como fuga dissociativa.

## Diagnóstico
Vários testes de diagnóstico, como a neuroimagem, eletroencefalograma (EEG) ou exames de sangue, para descartar doenças neurológicas ou outras, ou efeitos colaterais dos medicamentos como causa dos sintomas. Certas condições, incluindo doenças cerebrais, traumatismos cranianos, drogas e álcool, intoxicação e privação do sono, podem levar a sintomas semelhantes aos de transtornos dissociativos, incluindo amnésia. O diagnóstico geralmente envolve testemunhos do acompanhante e a importância das informações envolvidas.

## Prevalência
Amnesia psicogênica pode ser identificada em 6% da população geral, sem diferença significativa entre sexos, sendo mais comum entre adolescentes e adultos jovens.  Em crianças e adolescentes pode ser apenas por desatenção, ansiedade, comportamento opositor, transtorno de aprendizagem
Como geralmente está associado a histórico de abusos e eventos traumáticos é comum estar em comorbidade com transtornos do humor (como depressão maior), transtornos de ansiedade (especialmente transtorno de estresse pós-traumático), outros transtornos dissociativos ou a algum transtorno de personalidade.

## Tratamento

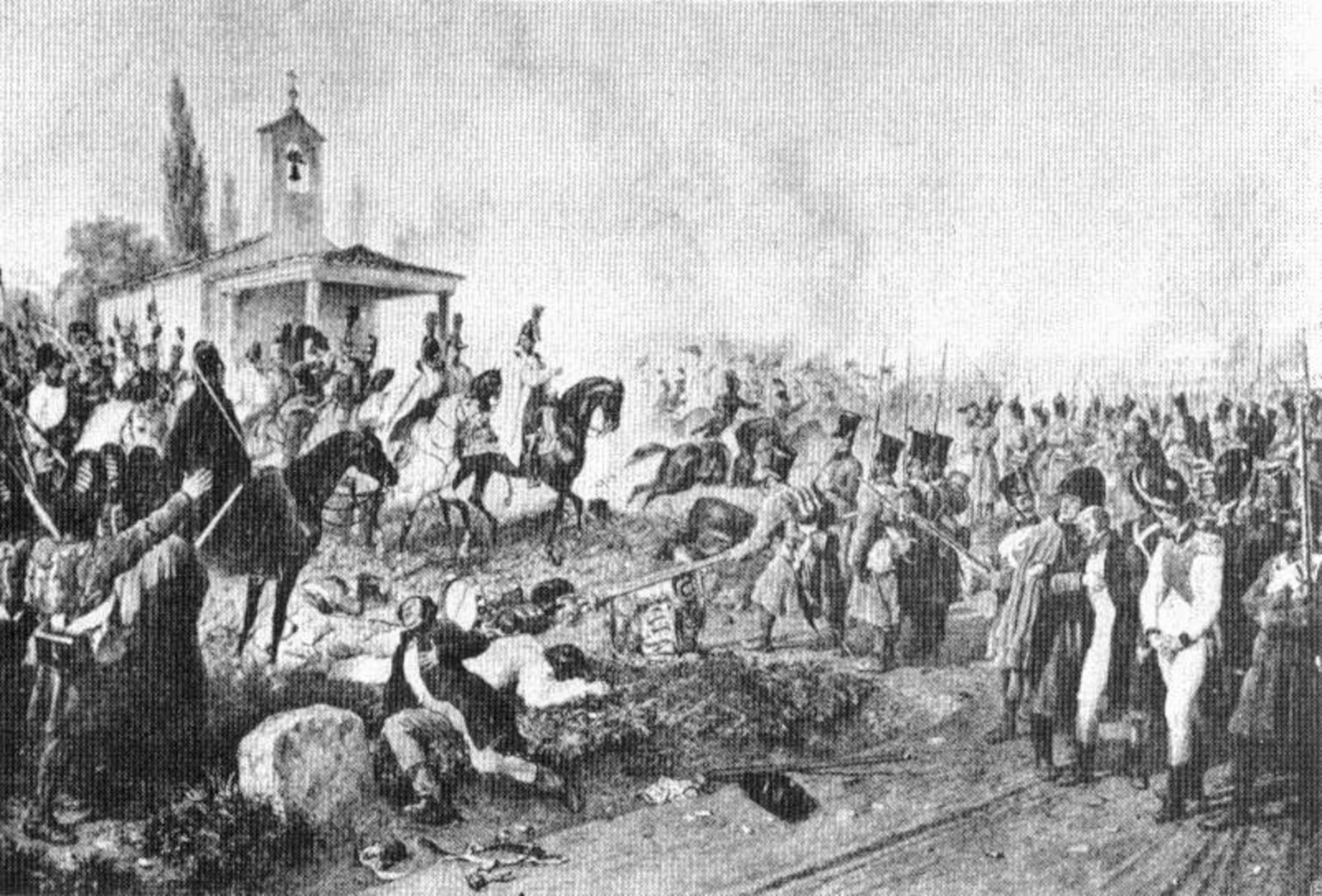
Durante guerras é comum que os soldados esqueçam informações importantes de si mesmo e o que aconteceu durante episódios traumáticos.

Remédios para ansiedade como benzodiazepínicos podem ajudar a pessoa a relaxar o suficiente para se lembrar das informações esquecidas, porém costuma ocorrer tanta mistura de fantasia e realidade que dificilmente serve como testemunho ou evidência científica. Tanto hipnose quanto algum "soro da verdade" apenas aumentam o grau de sugestionabilidade levando a pessoa a inventar histórias que agradem o interrogador.
As memórias costumam retornar gradativamente conforme o indivíduo se encontre em um ambiente mais tranquilo, seguro e com apoio social. Por exemplo ao retirar o soldado do campo de batalha. Conversar com outras pessoas que também presenciaram os eventos esquecidos, visitar o local do evento, refazer psicodramaticamente os eventos também pode ajudar, caso não seja suficiente pode-se apenas esperar as memórias virem naturalmente.
Quando pressionados a lembrar é comum que as memórias sejam misturadas com fantasias ou novas sejam criadas para "encaixar" com as esquecidas formando falsas memórias.